# Décennie 1240 en architecture
| Années de l'architecture : 1237 - 1238 - 1239 - 1240 - 1241 - 1242 - 1243    |
| Décennies de l'architecture : 1210 - 1220 - 1230 - 1240 - 1250 - 1260 - 1270 |

Cet article présente les faits marquants de la décennie 1240 en architecture.

## Événements
- 1240 : consécration de la cathédrale de Tallinn[1].
- 1247 : consécration de la basilique Saint-Cunibert de Cologne[2].
- 26 avril 1248 : consécration solennelle de la Sainte Chapelle de Paris[3].

- 14 août 1248 : pose de la première pierre de l'actuelle cathédrale de Cologne par l'évêque Konrad von Hochstaden. Les travaux se terminent en 1841 et 1863 avec les façades sur les plans du XIVe siècle[4].

## Réalisations
- 1239-1250 : construction du château d'Ursino à Catane[5].

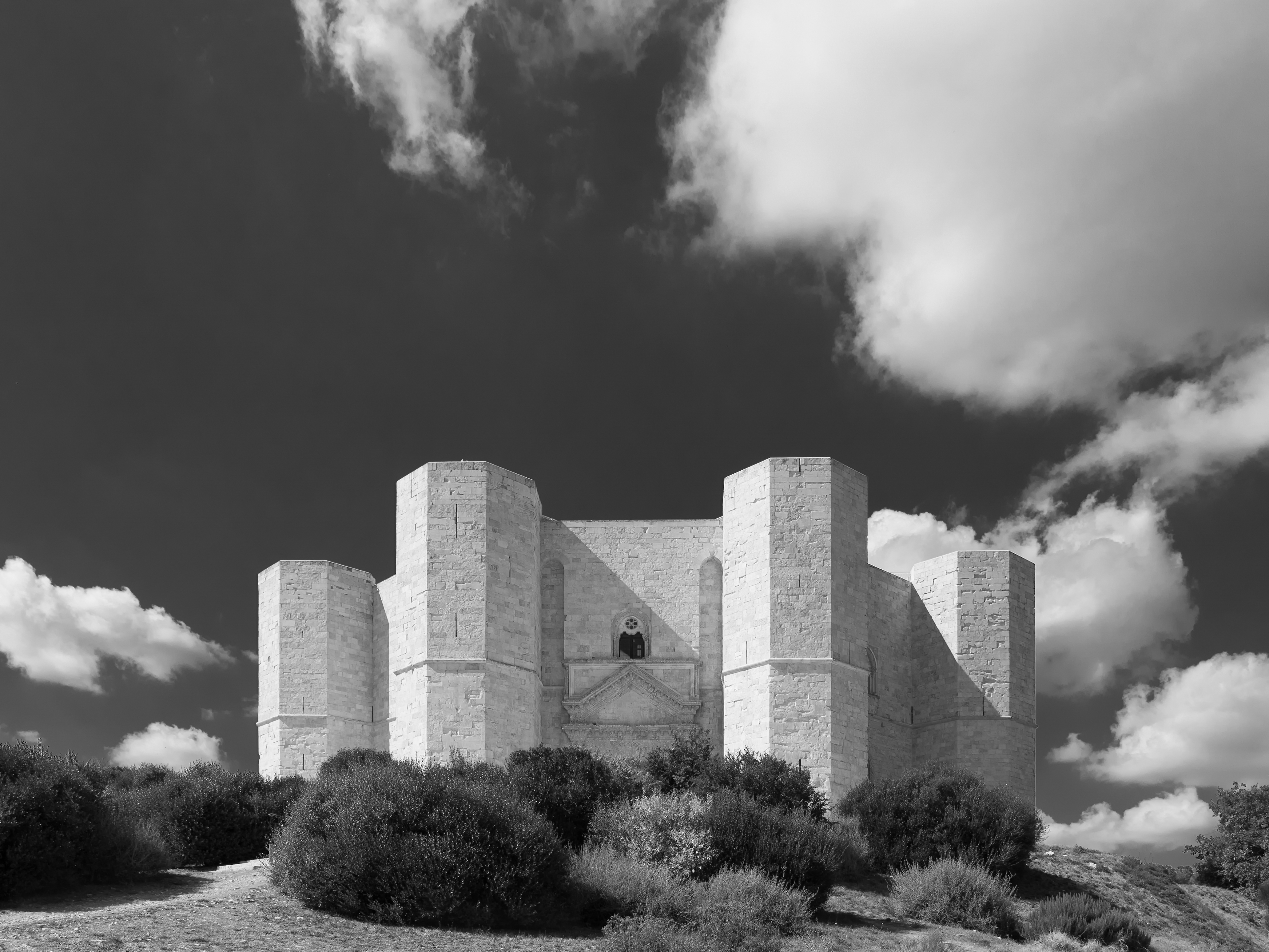
Castel del Monte.

- 28 janvier 1240 : première mention de la construction du Castel del Monte, dans les Pouilles, dans une lettre de l'empereur Frédéric II, adressée de Gubbio à Riccardo de Montefuscolo , justicier de Capitanate. L'ouvrage est sans doute achevé avant 1250[6].

- 1240 : les 156 fenêtres de la cathédrale Notre-Dame de Chartres ont reçu leurs vitraux depuis 1210[7].

- 1240-1275 : construction de la nef de la cathédrale Notre-Dame de Strasbourg[8].
- Vers 1240 : Komboro, roi de Djenné détruit son palais pour construire une mosquée de briques crues[9].

- 1240-1270 : construction de la deuxième enceinte de la cité de Carcassonne ; la reconstruction de l'enceinte intérieure est achevé en 1285[10].

- 1240-1243 : reconstruction par les Templiers du château de Saphet, démantelé en 1218 par les musulmans[11].
- 1241 : premiers travaux d'Aigues-Mortes ; construction de la tour de Constance de 1242 à 1248[11].
- 1242 :
  - reconstruction du château de Peyrepertuse[11].
  - achèvement de la Stavkirke de Heddal, église en bois debout de Norvège. Des parties du chœur remontent à 1147[12].
- 1242-1248 : construction de la Sainte-Chapelle à Paris[13].
- 6 juillet 1245[14] : début de la reconstruction de l'abbaye de Westminster (fin en 1275)[15].
- Vers 1246-1250 : construction du château du Spesbourg en Alsace[16].

- 1247-1272 : construction du chœur de la cathédrale de Beauvais[17].

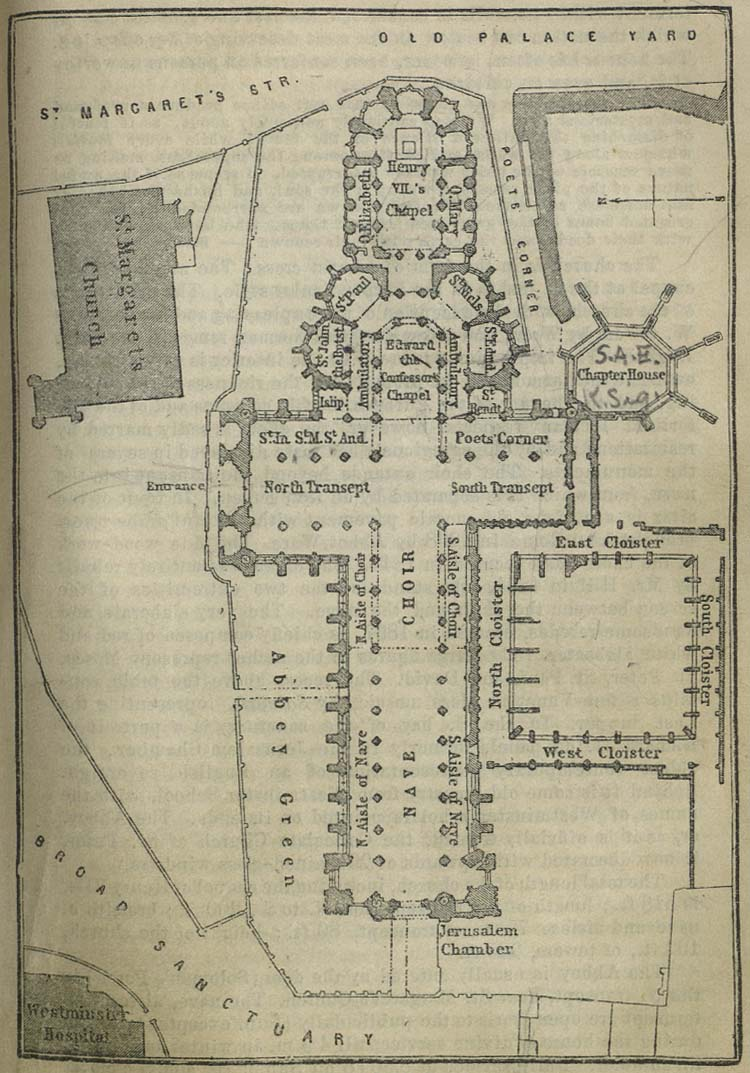
Plan de l'abbaye de Westminster (1894)
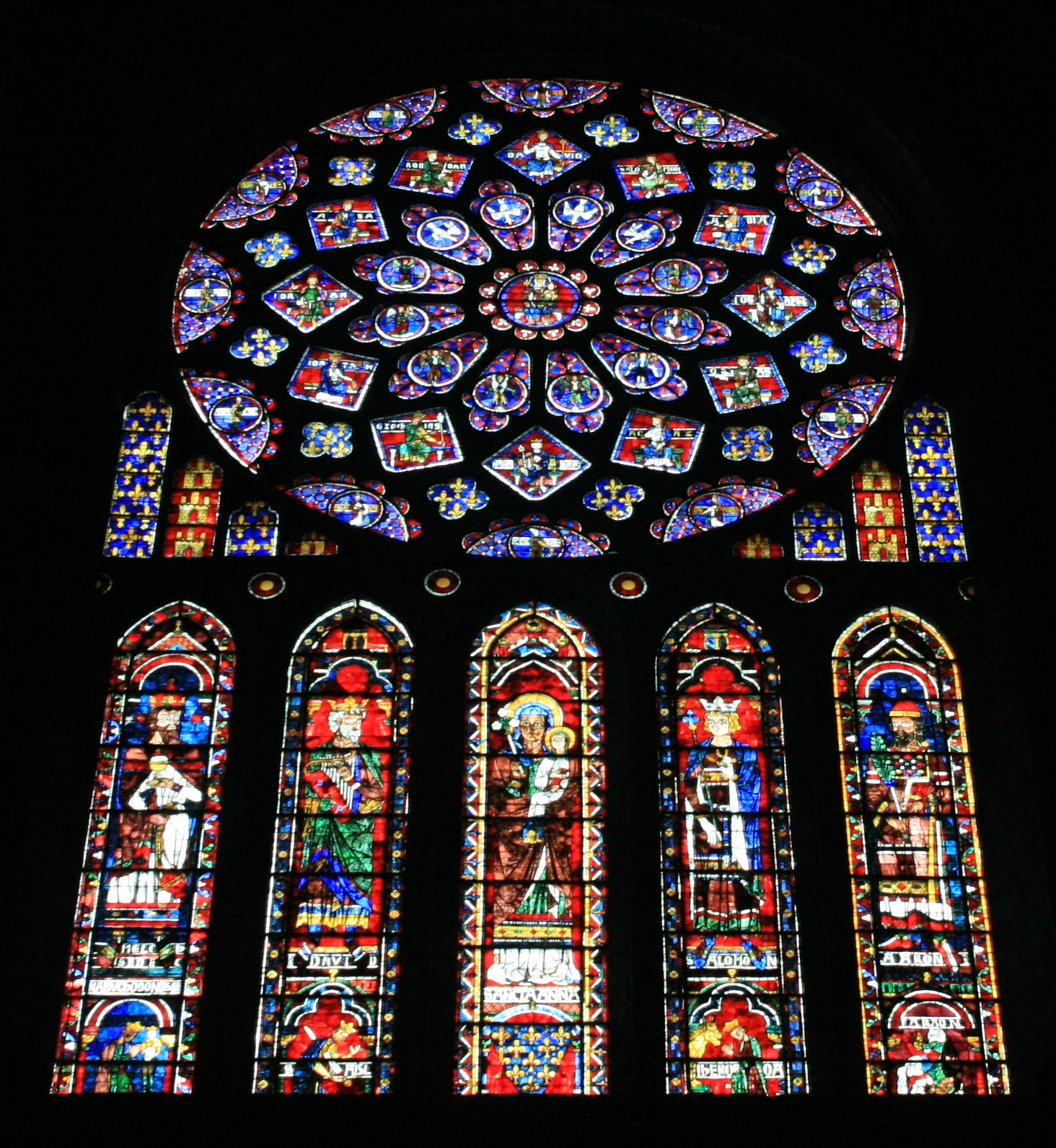
Vitraux de Chartres
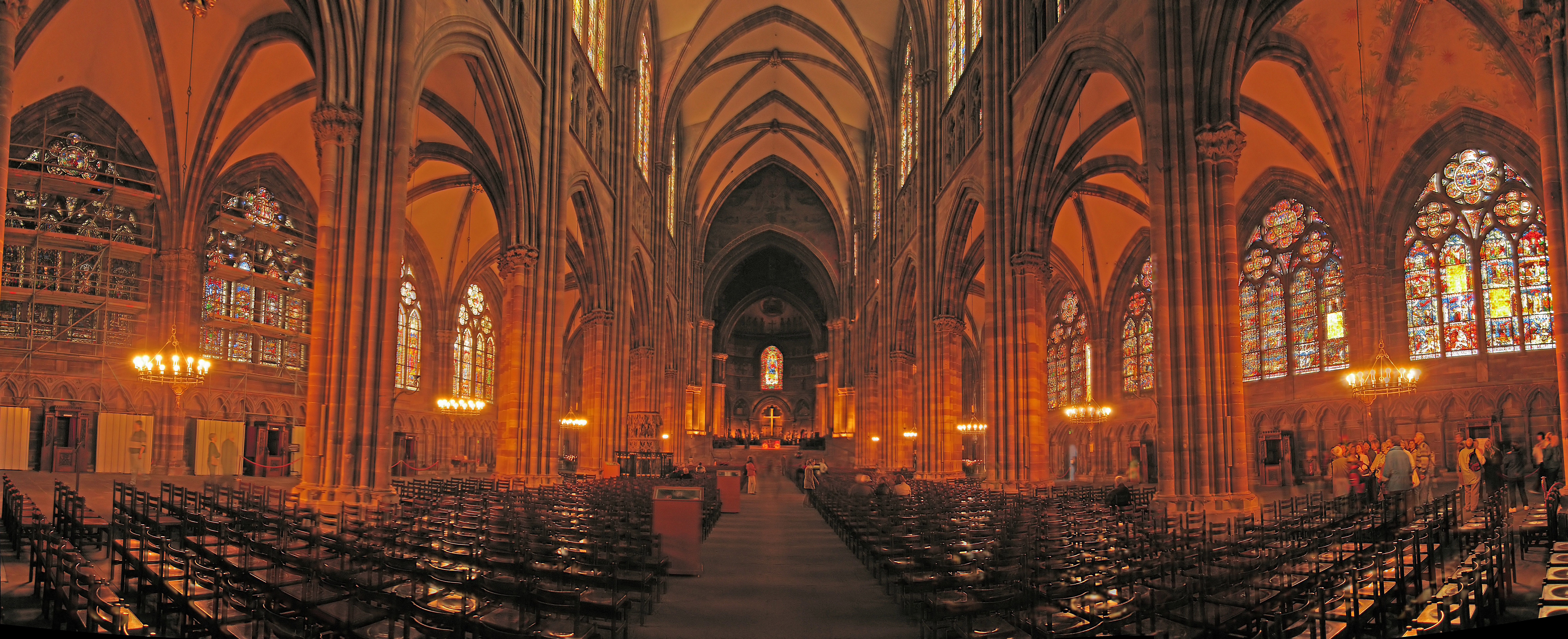
Nef de la cathédrale Notre-Dame de Strasbourg
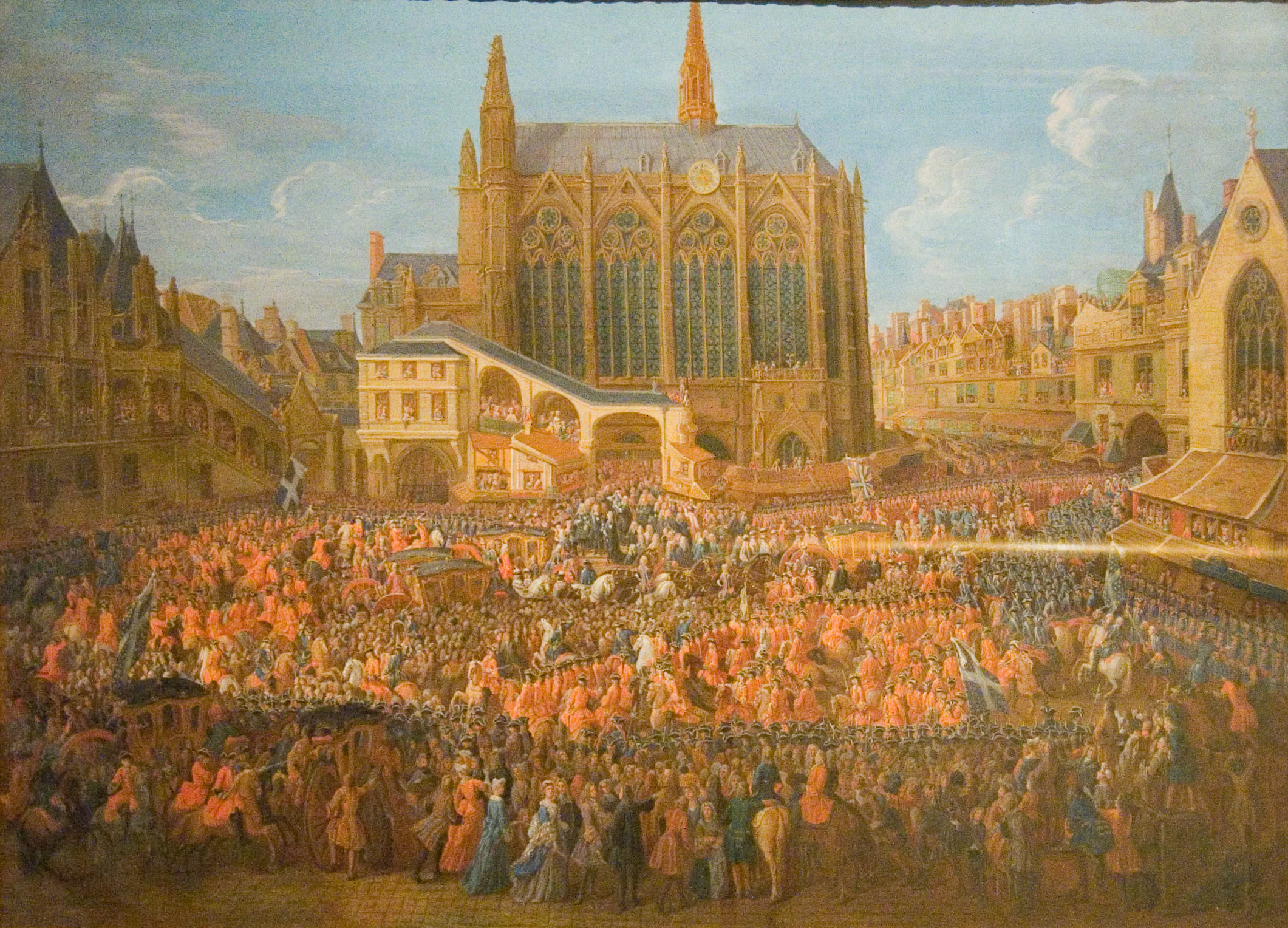
La Sainte-Chapelle
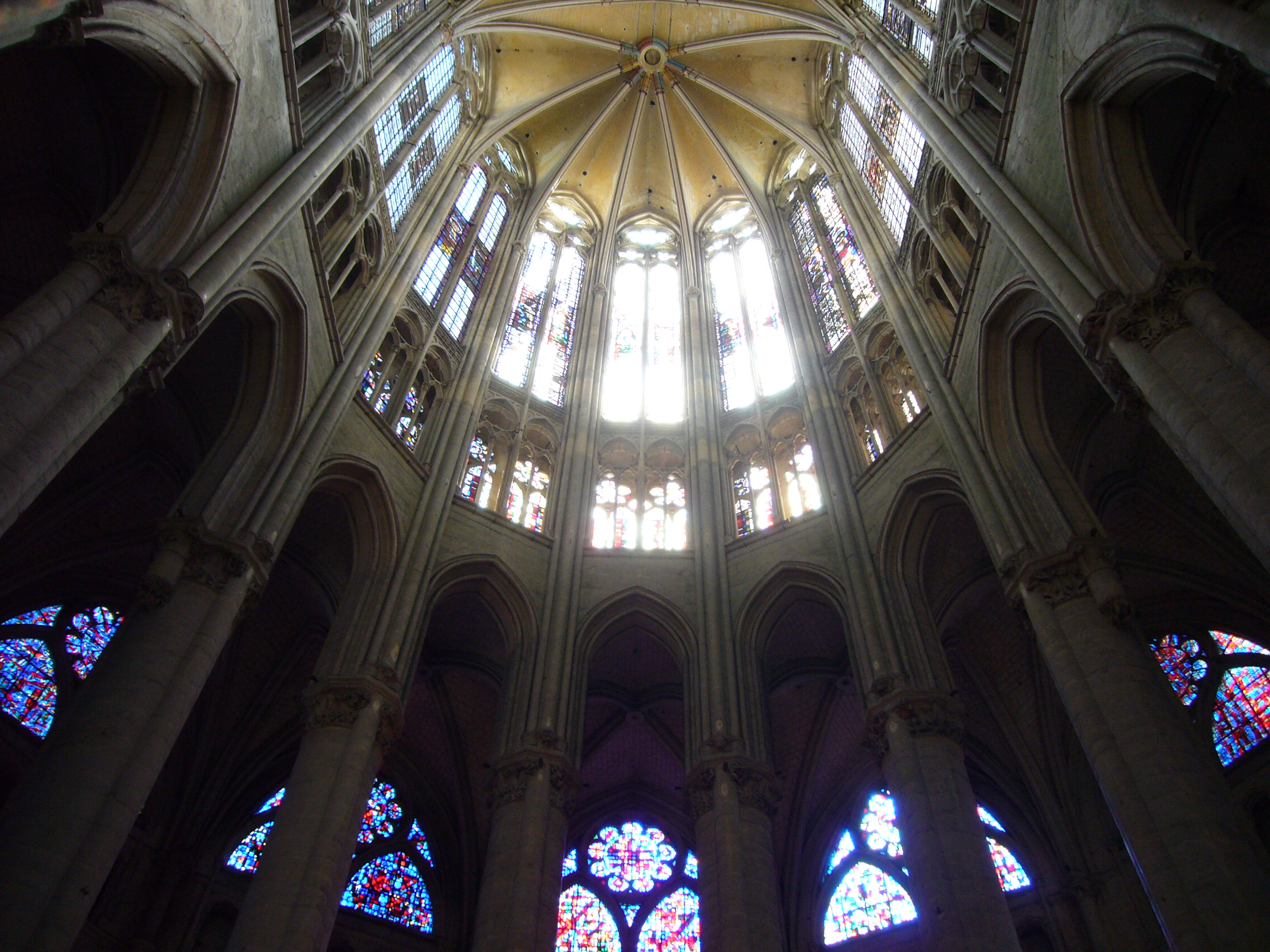
La voûte du chœur de la cathédrale de Beauvais
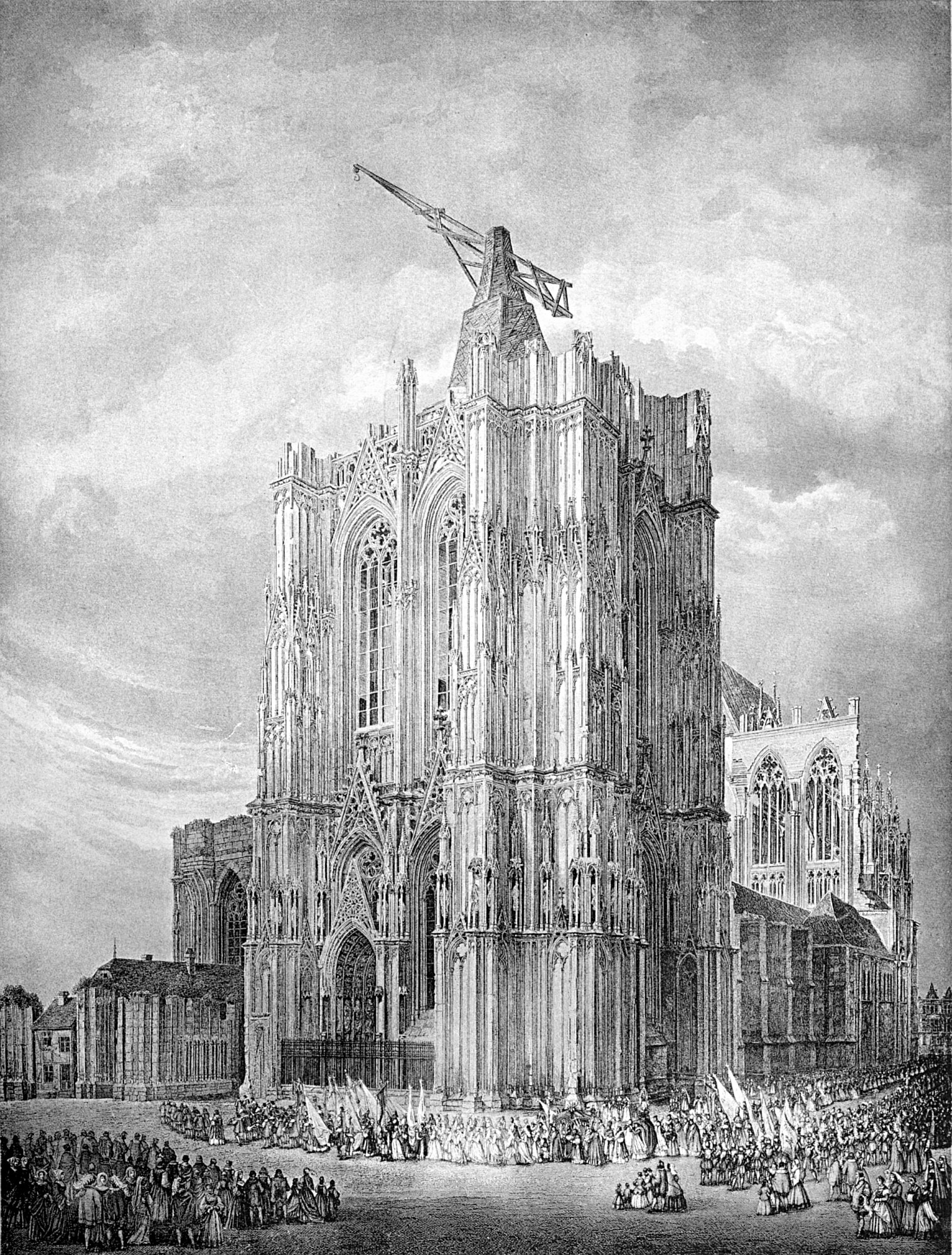
Chantier de la cathédrale de Cologne en 1824

## Naissances
- 1245 : Arnolfo di Cambio († 1302 ou 1310)

## Décès
- x